# Fingertips
Pour les articles homonymes, voir Fingertips (homonymie).
 (décembre 2023).
Si vous disposez d'ouvrages ou d'articles de référence ou si vous connaissez des sites web de qualité traitant du thème abordé ici, merci de compléter l'article en donnant les références utiles à sa vérifiabilité et en les liant à la section « Notes et références ».
 (décembre 2023).
La mise en forme du texte ne suit pas les recommandations de Wikipédia : il faut le « wikifier ».
Les points d'amélioration suivants sont les cas les plus fréquents. Le détail des points à revoir est peut-être précisé sur la page de discussion.
- Les titres sont pré-formatés par le logiciel. Ils ne sont ni en capitales, ni en gras.
- Le texte ne doit pas être écrit en capitales (les noms de famille non plus), ni en gras, ni en italique, ni en « petit »…
- Le gras n'est utilisé que pour surligner le titre de l'article dans l'introduction, une seule fois.
- L'italique est rarement utilisé : mots en langue étrangère, titres d'œuvres, noms de bateaux, etc.
- Les citations ne sont pas en italique mais en corps de texte normal. Elles sont entourées par des guillemets français : « et ».
- Les listes à puces sont à éviter, des paragraphes rédigés étant largement préférés. Les tableaux sont à réserver à la présentation de données structurées (résultats, etc.).
- Les appels de note de bas de page (petits chiffres en exposant, introduits par l'outil «  Source ») sont à placer entre la fin de phrase et le point final[comme ça].
- Les liens internes (vers d'autres articles de Wikipédia) sont à choisir avec parcimonie. Créez des liens vers des articles approfondissant le sujet. Les termes génériques sans rapport avec le sujet sont à éviter, ainsi que les répétitions de liens vers un même terme.
- Les liens externes sont à placer uniquement dans une section « Liens externes », à la fin de l'article. Ces liens sont à choisir avec parcimonie suivant les règles définies. Si un lien sert de source à l'article, son insertion dans le texte est à faire par les notes de bas de page.
- La présentation des références doit suivre les conventions bibliographiques. Il est recommandé d'utiliser les modèles {{Ouvrage}}, {{Chapitre}}, {{Article}}, {{Lien web}} et/ou {{Bibliographie}}. Le mode d'édition visuel peut mettre en forme automatiquement les références.
- Insérer une infobox (cadre d'informations à droite) n'est pas obligatoire pour parachever la mise en page.

Pour une aide détaillée, merci de consulter Aide:Wikification.
Si vous pensez que ces points ont été résolus, vous pouvez retirer ce bandeau et améliorer la mise en forme d'un autre article.
Fingertips est un groupe de rock portugais formé en 2002. Il a sorti 4 albums studio entre 2003 et 2012.

## Biographie
Le groupe formé de Zé Manuel au chant, de Rui Saraiva à la basse, d'Alexis Dias à la guitare et de Jorge Oliveira à la batterie était déterminé à faire le propre chemin dans le monde de la musique moderne portugaise et à faire rayonner le Portugal dans le monde en chantant en anglais.
Leur premier album "All 'bout Smoke N' Mirrors" qui sortira en 2003 a été l'un des plus grands succès musicaux de cette année au Portugal. Toutes les chansons ont été écrites par Zé Manuel, qui démontra alors, malgré ses 16 ans, une maturité poétique avancée.
Le groupe sera sélectionné par plusieurs festivals de la chanson en Angleterre (Leicester et Londres), en France (Clermont-Ferrand) et en Espagne (Torrelavega).
Le titre "picture of my own" sera même utilisé par un publicitaire pour promouvoir une marque de bière.
En 2006, ils participent au Festival Rock en Rio, et en octobre ils sortent leur dernier single "Move Faster" tiré de leur tout dernier album "Catharsis".
En 2008 ils sortent leur premier album live : "Live Act"

## Discographie
- All 'about smoke'N Mirrors (2003)

1. Picture of my own
2. Melancholic ballad (for the leftlovers)
3. How do you know me
4. Even I
5. Smoke ‘n mirrors
6. ‘till i get me (to get free)
7. Lovers condemn
8. Safe ‘n warm
9. Lost in my sleep
10. To escape (shockwave)
11. As I was drowning

- Catharsis (2006)

1. Outsider nº12
2. You’re gone (everybody knows that)
3. Cause to love you
4. But...I can
5. 18th March
6. Move faster
7. Something has broken
8. Same old world
9. Times of sweet delusion
10. Stop to see
11. Before and after us

- Live at ACT (2008)

1. How do you know me
2. Outsider nº12
3. Stop to see
4. But...I can
5. Cause to love you
6. You're gone (everybody knows that)
7. Picture of my own
8. Rock you for free
9. Melancholic ballad (for the leftlovers)
10. Move faster
11. Something has broken (piano version - live at Condado de Beiros. nov 2006)